# جانلوکا پوزی
 جانلوکا پوزی (انگلیسی: Gianluca Pozzi؛ زاده ۱۷ ژوئن ۱۹۶۵) یک تنیس‌باز اهل ایتالیا است. 